# Вулкенцин
Вулкенцин (њем. Wulkenzin) општина је у њемачкој савезној држави Мекленбург-Западна Померанија. Једно је од 53 општинска средишта округа Мекленбург-Штрелиц. Према процјени из 2010. у општини је живјело 1.531 становника. Посједује регионалну шифру (AGS) 13055079.

## Географски и демографски подаци
Вулкенцин се налази у савезној држави Мекленбург-Западна Померанија у округу Мекленбург-Штрелиц. Општина се налази на надморској висини од 56 метара. Површина општине износи 21,6 km². У самом мјесту је, према процјени из 2010. године, живјело 1.531 становника. Просјечна густина становништва износи 71 становника/km².